# Nové Hraběcí
Nové Hraběcí je vesnice, část města Šluknov v okrese Děčín. Nachází se asi 2 km na severozápad od Šluknova. Je zde evidováno 52 adres. V roce 2011 zde trvale žilo 86 obyvatel.
Nové Hraběcí je také název katastrálního území o rozloze 1,57 km2.

## Historie
Nejstarší písemná zmínka pochází z roku 1730. Obec vznikla oddělením od panství Císařský (Kaiserswalde) hraběte Harracha. Vznikly nové domy, statky na nově nabytých pozemcích. V roce 1893 došlo k požáru, při kterém vyhořela větší část hospodářských budov. Místo bylo nejprve nazvané Hraběcí (Grafenwalde), ale v roce 1847 bylo přejmenováno, protože se začalo rozlišovat Staré Hraběcí (Altgrafenwalde) a Nové Hraběcí (Neugrafenwalde). V roce 1867 byla v Novém Hraběcí postavena malá kaple, obecní zvon byl zakoupen v roce 1868. V roce 1890 byla vytvořena spojovací cesta ze Šluknova (Schluckenau) do Nového Hraběcího (Neugrafenwalde), které se říkalo kraví cesta (Kühweg). V roce 1909 byla část obce Židovský vrch (Judenberg) ležící na území Nověho Hraběcího (Neugrafenwalder) připojen k městu Šluknov (Schluckenau), proti zaplacení náhrady ve výši 10000 korun městem dané obci. V roce 1913 bylo v obci zavedeno elektrické světlo. V roce 1918, kdy měl být zvon z kaple zkonfiskován pro vojenské účely, náhle zmizel a znovu se objevil až po skončení války. Byl ukryt v seně stodoly, sedlák je skryl v seně své stodoly.
Za padlé 1. sv. války(I.Weltkrieg) byl v obci v roce 1922 postaven pomník s nápisem:
Na památku světové války 1914 - 1918 padlých hrdinů z obce Neugrafenwalde.
- Johann Klinger, č.p. 43
- Adalbert, Schäfer, č.p. 38
- Johann Schäfer , č.p. 38
- Robert Schäfer, č.p. 38
- Josef Kumpf
- Eduard Laske
- Srpen Mautsch
- Johann Hänschel
- Johann Zimmer
- Wenzel Zimmer
- Franz Sieber
- Johann Strohbach
V roce 1897 byla stará škola zbořena a nahrazena novou moderní školou, která byla slavnostně otevřena v roce 1898 a v roce 1932 byla rozšířena na dvě třídy. Zde byl již v roce 1883 a nakonec od roku 1906 aktivní autor Josef Fiedler, autor knihy „Heimatkunde Schluckenau 1898“. Vesnice patřila k farnosti Šluknov (Schluckenau) a mrtví byli pohřbíváni na šluknovském hřbitově. Nové Hraběcí (Neugrafenwalde) je rodištěm biskupa Adolfa Kindermana.
Do roku 1945 se obec jmenovala Neugrafenwalde. Poté do roku 1946 nesla obec název Nová Grafenwalde.

## Obyvatelstvo
|                                                                  | 1869 | 1880 | 1890 | 1900 | 1910 | 1921 | 1930 | 1950 | 1961 | 1970 | 1980 | 1991 | 2001 | 2011 |
| ---------------------------------------------------------------- | ---- | ---- | ---- | ---- | ---- | ---- | ---- | ---- | ---- | ---- | ---- | ---- | ---- | ---- |
| Obyvatelé                                                        | 605  | 598  | 619  | 670  | 423  | 394  | 448  | 155  | 139  | 103  | 50   | 37   | 57   | 86   |
| Domy                                                             | 99   | 109  | 111  | 114  | 79   | 79   | 80   | 81   | .    | 29   | 20   | 20   | 23   | 33   |
| Počet domů z roku 1961 je zahrnut v domech místní části Šluknov. |      |      |      |      |      |      |      |      |      |      |      |      |      |      |

## Pamětihodnosti

### Stavební památky
- Kaple Nanebevzetí Panny Marie postavená roku 1867 v novorománském slohu.
- Památník obětem první světové války.

### Památné stromy
- Dub letní v Novém Hraběcí [souř 1]
- Lípa velkolistá v Novém Hraběcí [souř 2]

### Souřadnice
1. ↑  51°0′55″ s. š., 51°0′55″ v. d.
2. ↑  51°0′55″ s. š., 51°0′55″ v. d.